# مجمع سيلافيلد النووي

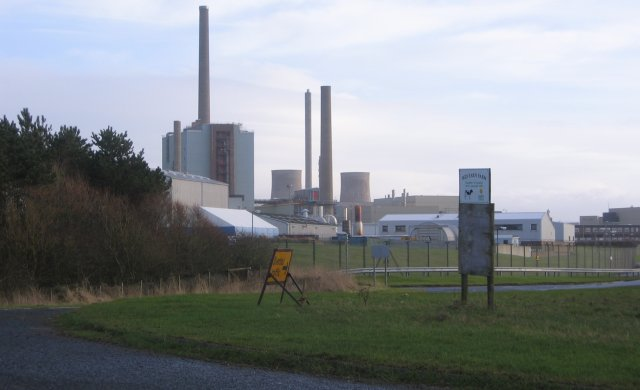

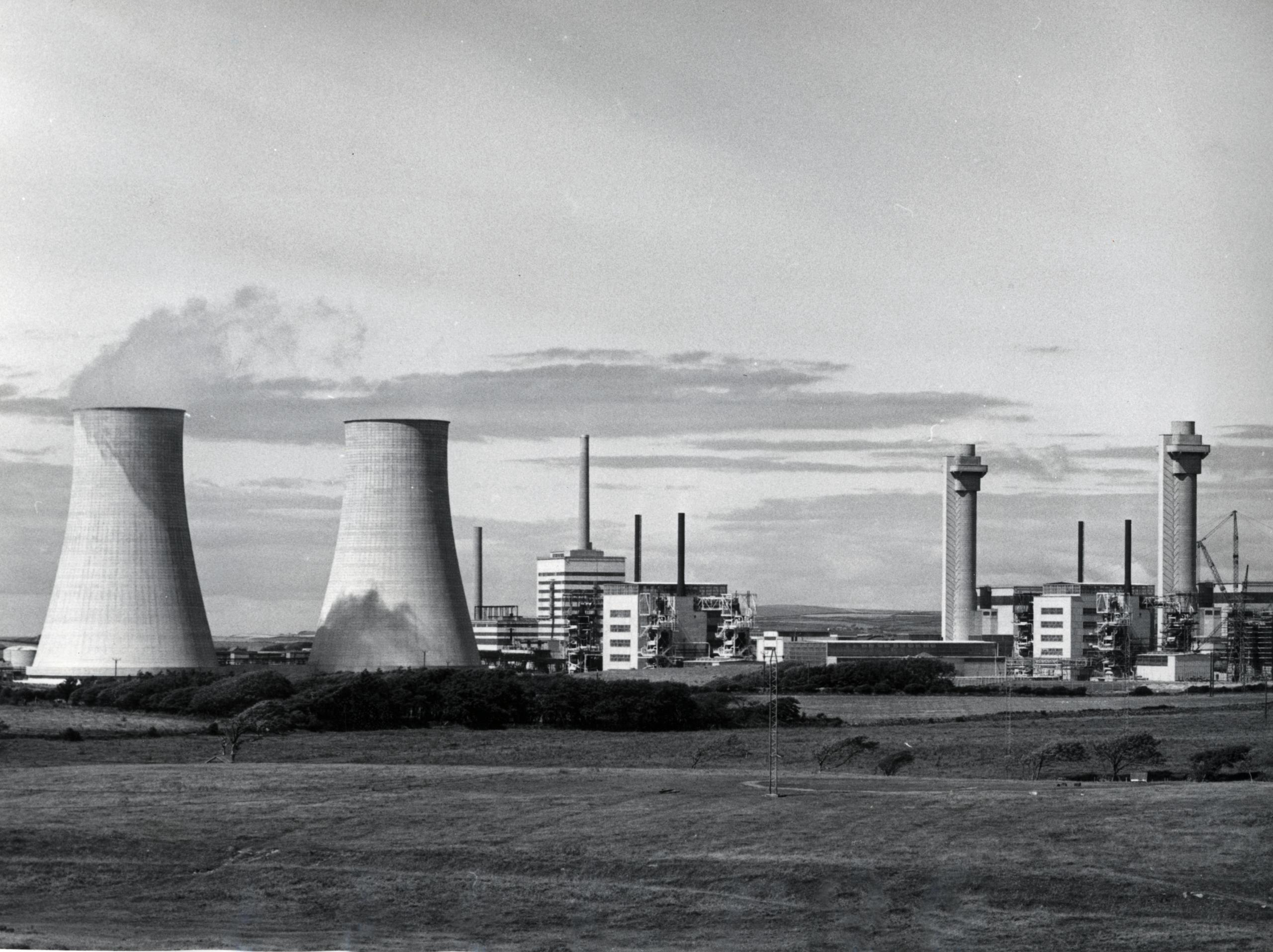
المحطة عام 1956

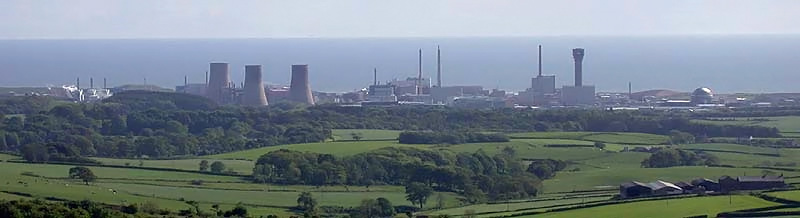
مجمع سيلافيلد مع البحر الأيرلندي في الخلفية

مجمع سيلافيلد النووي هو موقع نووي كبير متعدد الوظائف يقع بالقرب من سيسكال على ساحل كومبريا، إنجلترا. تشمل الأنشطة التي تُجرى في الموقع منذ عام 2019: إعادة معالجة الوقود النووي وتخزين النفايات النووية، رغم أنه كان يستخدم في الماضي لتوليد الطاقة النووية. يمتد الموقع على مساحة ميلين مربعين ويضم أكثر من مئتي منشأة نووية وأكثر من ألف مبنى. يعتبر مجمع سيلافيد أكبر موقع نووي في أوروبا، وأكثر مجمع نووي يضم مجموعات متنوعة من المنشآت النووية في العالم. يحوي مجمع سيلافيلد أول جيل من المفاعلات النووية في المملكة المتحدة، مع موقع إعادة المعالجة المرتبط به في ويندسكال، وأول محطة طاقة نووية لإنتاج الكهرباء على نطاق صناعي كبير على مستوى العالم، ويملك المختبر القومي النووي في المملكة المتحدة مختبرًا مركزيًا مقره الرئيسي في مجمع سيلافيلد.
بني المجمع في عام 1942 كمصنع للمعدات الحربية الملكية في بداية الأمر، ثم انتقلت ملكيته لفترة وجيزة لشركة كورتالدز للحرير الصناعي بعد الحرب العالمية الثانية، لكن الحكومة البريطانية أعادت استملاك الموقع في عام 1947 بهدف إنتاج البلوتونيوم المخصص للأسلحة النووية، وأطلق عليه اسم مجموعة ويندسكال التي شملت محطة الطاقة النووية في كالدر هول، ومحطة ماغنوكس لإعادة معالجة الوقود النووي، ومفاعل نووي متطور يستخدم تقنية التبريد بالغاز، ومحطة إعادة معالجة حرارية. أما الأنشطة الحالية (2019) في موقع سيلافيلد فهي في المقام الأول إعادة معالجة الوقود المستنفد من المملكة المتحدة والمفاعلات النووية الدولية التي ستتوقف تمامًا عندما تغلق محطة ماغنوكس لإعادة معالجة الوقود في عام 2020. وتعتمد عمليات إعادة المعالجة هذه على محطات كالدر هول وويندسكال وعدد من منشآت إعادة المعالجة ومخازن النفايات الأخرى.
يعمل في المجمع حاليًا أكثر من 10 آلاف شخص، وتشرف عليه هيئة نزع السلاح النووي وهي هيئة عامة غير تابعة للإدارة الحكومية في المملكة المتحدة. عمل المجمع تحت إشراف شركة خاصة (كونسورتيوم) خلال أعوام 2008-2016، لكنه أعيد إلى الإشراف الحكومي المباشر بعدها من خلال هيئة نزع السلاح النووي، ومن المقرر أن يوقف تشغيل الموقع بالكامل بحلول عام 2120 مع تكلفة تبلغ 121 مليار جنيه إسترليني.

## تطوير المجمع

### مصنع الأسلحة الملكية
أنشأت وزارة التموين البريطانية المجمع في عام 1942 كمصنع للأسلحة والذخائر عن طريق شركة جون لينغ في قرية لو سيلافيلد. وكان مصنع أسلحة مشابه قد بني في عام 1940 على بعد 5 كم إلى الجنوب الشرقي بالقرب من قرية دريغ، وصنف المصنعان على أنهما موقعان لإنتاج المواد شديدة الانفجار. اختير هذا الموقع تحديدًا لأنه بعيد عن التجمعات البشرية الكبيرة بسبب الطبيعة الخطرة للمواد المصنعة فيه، ولتقليل الآثار المترتبة عن أي قصف جوي معادي قد يتعرض له خلال الحرب العالمية الثانية، بالإضافة لذلك تتوفر خطوط سكك حديدية في الموقع، وإمدادات جيدة من المياه، وشبكة صرف صحي عالية الجودة. توقف إنتاج الأسلحة والذخائر في المصنعين مباشرة بعد هزيمة اليابان ونهاية الحرب العالمية الثانية.

### بداية النشاط النووي
تملَّكت شركة كورتولدز مجمع سيلافيلد لفترة وجيزة بعد انتهاء الحرب العالمية الثانية بهدف تطويره كمصنع للحرير الصناعي، لكن وزارة التموين البريطانية أعادت شراءه لتحويله لمصنع لإنتاج البلوتونيوم المخصص للأسلحة النووية. بدأ إنشاء المفاعلات النووية في الموقع في سبتمبر 1947، وأعيدت تسميته باسم مجموعة ويندسكال، كان بناء المحطة النووية مشروعًا ضخمًا في ذلك الوقت، وتطلب مجهودًا جبارًا لأكثر من 5 آلاف عامل. شملت محطة ويندسكال مفاعلين نووين يعملان بتبريد الهواء، مع مصنع إعادة معالجة من الجيل الأول. أنتج المفاعلان الكميات الأولى من البلوتونيوم 239 التي استخدمت في الأسلحة النووية البريطانية، وقدَّما العناصر الأساسية لبرنامج الأسلحة النووية البريطانية في خمسينيات القرن الماضي.
بدأ تشغيل مفاعل ويندسكال الأول في أكتوبر 1950 بعد ثلاث سنوات من إنشاء مجمع سيلافيلد، ودخل المفاعل الثاني الخدمة في يونيو 1951. تعرض مفاعل ويندسكال الأول لحريق كبير في عام 1957، وصنف هذا الحادث من المستوى الخامس على مقياس الأحداث النووية الدولي الذي يشمل سبعة مستويات، ويعتبر أسوأ حادث نووي في تاريخ المملكة المتحدة.

### محطة كالدر هول النووية لإنتاج الكهرباء
أنشئت هيئة الطاقة النووية البريطانية في عام 1954، وانتقلت ملكية مجموعة ويندسكال إلى الهيئة. بدأ تشغيل أول مفاعلات ماغنوكس الأربعة في عام 1956 في موقع كالدر هول. افتتحت الملكة إليزابيث الثانية رسميًا محطة كالدر هول النووية لإنتاج الطاقة الكهربائية في 17 أكتوبر 1956.

### إعادة المعالجة
منذ إنشاء مجمع سيلافيلد النووي أصبح مركز عمليات إعادة المعالجة النووية الرئيسي في المملكة المتحدة. شملت هذه العمليات فصل اليورانيوم والبلوتونيوم ومنتجات الانشطار عن الوقود النووي المستهلك، ويمكن بعد ذلك استخدام اليورانيوم في تصنيع وقود نووي جديد، أو في عمليات أخرى. يمكن كذلك استخدام البلوتونيوم في تصنيع وقود المفاعلات الحرارية، أو كوقود لمفاعلات الانشطار السريع.

### إيقاف التشغيل
تتمثَّل أكبر تحديات إيقاف تشغيل مجمع سيلافيلد بمعدات ومواد برامج الأبحاث النووية والأسلحة النووية القديمة. لا يزال أحد المباني مثلًا يضم الغلاف المصنوع من الألومنيوم الذي كان يغطي قضبان اليورانيوم في مفاعلي ويندسكال الأول والثاني، صمِّم المبنى على شكل صومعة حبوب مع إضافة غاز الأرغون لمنع الحرائق. من المشاكل الأخرى إضراب عمال المناجم في عام 1972 والذي أدى لتشغيل المفاعلات النووية بأقصى طاقتها بحيث تعذر معالجة النفايات النووية الناتجة، ووضع الفائض منها في أحواض تبريد خاصة وتركت لتتفكك.
من المتوقع أن يستمر التخلص من معظم المباني في كالدر هول حتى عام 2032، تليها مرحلة صيانة من عام 2033 وحتى عام 2104، وبعدها تهدم مباني المفاعلات وتزال بشكل كامل من عام 2105 وحتى عام 2144.

## الإدارة الحالية للمجمع
أصبح مجمع سيلافيلد منذ 1 أبريل 2005 تابعًا لهيئة إزالة الأسلحة النووية وهي هيئة عامة غير تابعة للإدارة الحكومية البريطانية. منحت هيئة إزالة الأسلحة النووية البريطانية عقدًا لخمس سنوات لثلاث شركات للإشراف على المجمع وذلك إطار سياسة الحكومة البريطانية لتحقيق المنافسة في الصناعة النووية منذ عام 2008، هذه الشركات هي: يو آر إس الأمريكية وإيه إم إي سي البريطانية وأريفا الفرنسية، وتضمن العقد إمكانية التجديد لمدة 17 عامًا. كشف تقرير في أكتوبر 2008 موافقة الحكومة البريطانية على منح تعويض غير محدود ضد الحوادث المستقبلية، ويغطي التعويض وفقًا لصحيفة الغارديان الحوادث التي تقع مسؤوليتها على الشركات الخاصة التي تدير المجمع.
في 13 يناير 2015 أعلنت سلطة الإزالة النووية أن NMP ستفقد عقد إدارة شركة سيلافيلدالمحدودة حيث أن «التعقيدات والشكوك الفنية تمثل تحديات أكبر بكثير من مواقع سلطة الإزالة النووية الأخرى» وبالتالي كان الموقع «غير مناسب بشكل جيد» وشهدت البنية الجديدة التي دخلت حيز التنفيذ في 1 أبريل 2016 شركة سيلافيلد المحدودة شركة تابعة لـسلطة الإزالة النووية NDA.

## الملكية والتسهيلات
كانت شركة سيلافيلد مملوكة في الأصل ويديرها وزارة التموين بإنجلترا ثم انتقلت الملكية عام 1954 إلى هيئة الطاقة الذرية في المملكة المتحدة (UKAEA) ومن ثم بعد تقسيم هيئة الطاقة الذرية في عام 1971 انتقلت الملكية إلى شركة الوقود النووي البرطانية (BNFL). منذ 1 أبريل 2005 أصبحت مملوكة من قبل سلطة الإزالة النووية (NDA) ويتم تشغيلها الآن من قبل شركة سيلافيلد النووية.

## وصلات خارجية
- لعبة محطة الطاقة النووية - Web-based simple nuclear power plant game
- Uranium.Info موقع لبيع اليورانيوم.
- Information about all NPP in the world - معلومات حول جميع محطات الطاقة النووية في العالم
- Civil Liability for Nuclear Damage - الجمعية النووية العالمية